# Train Simulator (Dovetail Games)
Train Simulator、旧称RailWorksは、Dovetail Games（旧：RailSimulator.com）が開発した鉄道シミュレーションゲーム。2007年に発売したRail Simulatorの後継作品であり、ダウンロード版は2009年6月12日に配信を開始、リテール版（パッケージ版）は2009年7月3日に発売された。
Rail Simulatorとの下位互換性が確保されており、同作の欧州版と北米版に収録されていた5つの実在路線に加えて、3つの架空路線が収録された。収録車両のバリエーションも増加している。
Steamworksに対応したタイトルであり、ゲームのプレイにはSteamを介する必要がある。Steamでは新しい路線・車両を追加するアドオンをダウンロードコンテンツ（DLC）として販売している。本体機能は各年に1回のペースで無料でのバージョンアップが実施されており、Train Simulator 2020が最新版となっている。

## 概要
プレイヤーは列車の運転士として、機関車・電車などの鉄道車両を運転する。スロットルやブレーキ、その他のスイッチ類の動作が再現されており、操作にはキーボードやマウス、ゲームパッドが使用可能である。
各路線にはシナリオが収録されており、指示に沿って運転するStandardモード、Careerモードのほか、自由に路線を探索するFree Roamモードに対応している。また、始発駅と終着駅、出発時刻と天気、季節を選んで運転できるQuickDriveモードも用意されている。Steam ワークショップではユーザー作成のシナリオや路線データの投稿・ダウンロードが可能となっている。

## バージョンの変遷
本体機能の旧版から新版へのバージョンアップは無料で、Steamを介して自動的に行われる。更新以前に購入したコンテンツは削除されず、そのまま引き継がれる。
RailWorks 2: Train Simulator
RailWorksのバージョンアップ版としてSteamで2010年10月18日にリリース、同年末にはリテール版も発売された。メニュー画面の改良、運転装置のインターフェースとの追加、踏切のアニメーションなどの機能の追加が実施されている。運転モードにはRS Career Systemが導入され、Steamの実績を解除したり、他のプレイヤーとシナリオの点数を競い合うことが可能となった。路線は前作と同じものに加えて、1路線が追加収録されている。
RailWorks 3: Train Simulator 2012
Steam版が2011年9月23日に、リテール版が同年末にリリースされた。インターフェースの改善、ゲームエンジンの改良によるグラフィックの強化、曲線区間におけるカントの再現、速度に応じた視点の揺れ表現, 編集ツールの改良などが実施されている。基本データとして9つの路線が収録されているが、収録路線を1つ追加したDeluxe Editionも用意されている。
Train Simulator 2013
Steam版は期間限定のStandard Editionが2012年9月20日より、Deluxe Editionは2012年10月10日に配信を開始。両者はそれぞれ収録路線のラインナップが異なっている。リテール版は同年10月に発売を開始した。Xbox 360コントローラーに初めて対応し、グラフィックスとパフォーマンスの改善がなされたほか、Quick DriveモードとRelay Playモード（マルチプレイ）が実装されている。本作よりSteam ワークショップに対応し、ユーザーにより制作されたシナリオの投稿・共有が可能となった。
Train Simulator 2014
Steam版は2013年9月26日にSteam Edition、同年10月7日にStandard Editionの配信を開始。リテール版は同年10月4日に発売されている。通常版にはTS2013と異なる3路線が収録されており、Steam Editionにはこれに加えて収録路線向けのDLCが2種類追加される。機能面ではメニュー画面の改良やCareerモードの拡張、グラフィックの改善などが行われている。また、Steam ワークショップにシナリオだけでなく路線データを投稿することも可能となった。
Train Simulator 2015
2014年9月18日にリリース。列車の運転操作や信号、保安装置の仕組みを学ぶ『TS Academy』がチュートリアルに追加された。併せてUIの変更とエディタ機能の改良が行われている。
Train Simulator 2016
2015年9月17日にリリース。標準付属の路線と車両は「究極」をテーマとしたものが収録された。
Train Simulator 2017
2016年9月15日にリリース。Standard Editionではイギリス、ドイツ、アメリカ、フランスの各1路線の計4路線が基本路線として付属する。Pioneer Editionは加えてオーストリアの1路線を含み、収録路線を2016年12月7日までに揃えたプレイヤーを対象に、2017年2月発売予定の列車運転シミュレーションゲーム『Train Sim World』（Unreal Engine 4を採用）のベータ参加権が2016年12月8日から同月19日までの期間限定で提供された。

## 特長

### 路線と車両
初代のRailWorksにはイギリス・ドイツ・アメリカの合計8つの路線、ならびに16種類の車両が塗装のバリエーションを含めて収録されていたが、Train Simulator 2013以降はこれらの路線・車両の収録はなされず、別売のDLCとして販売されている。バージョンアップ以前からのユーザーは既存のコンテンツのみが引き継がれ、新バージョンの収録路線は別売となる。

### 編集ツール
ユーザーが独自の路線やシナリオを作成したり、既存のコンテンツへの機能追加や編集が可能なツールが同梱されている。
路線エディタは地形の造成と線路・施設の配置を行える。地形は手作業での編集も可能だが、NASAの数値標高モデルを取り込むこともできる。線路の敷設は直線と曲線のほか、分岐にも対応している。シナリオエディタでは乗客の乗降、操車場での貨車の入換といったタスクを用いたシナリオの制作が可能となっている。

### コンテンツの追加
Steamでは、各種運転モードに対応するシナリオを収録した路線・車両のアドオンがダウンロードコンテンツとして多数用意されている。Steamのワークショップに投稿されているシナリオの中にも、プレイする際にアドオンの購入を必要とするものが多く存在する。また、サードパーティー製の追加データも有料・無料を問わず制作、公開されている。

## 評価
- IGNは初代RailWorksの総合評価を10点満点中7点の「Good」とした[16]。
- Game Industry News（GiN）の読者による投票で、RailWorks 2が「Simulation of the Year 2010」を受賞している[17]。
- Metacriticが2013年11月に発表したTrain Simulator 2014のメタスコアは100点満点中67点であった[18]。